# Hrútafjörður
Der Hrútafjörður ist ein Fjord im Nordwesten Islands am Ostrand der Westfjorde. Es handelt sich hierbei um einen südlichen Ausläufer der Bucht Húnaflói. 

## Beschreibung
Der im Schnitt nur 6–7 km breite Fjord reicht 36 km ins Land hinein und ist damit einer der längsten Fjorde Islands. Er weist eine durchschnittliche Tiefe von 40 m auf. Einige Inseln und Schären liegen in diesem Fjord.

## Besiedelung
Der erste Siedler, Ingimundur, benannte den Fjord nach Widdern (isl. hrútar), die er hier sah. Auch eine Insel im Fjord trägt diesen Namen: Widderinsel Hrútey. In das südliche Ende des Fjords mündet der Fluss Hrútafjarðará („Widderfjordfluss“). Das Gebiet um den Fjord gehört zur Gemeinde Húnaþing vestra.

## Verkehrsanbindung

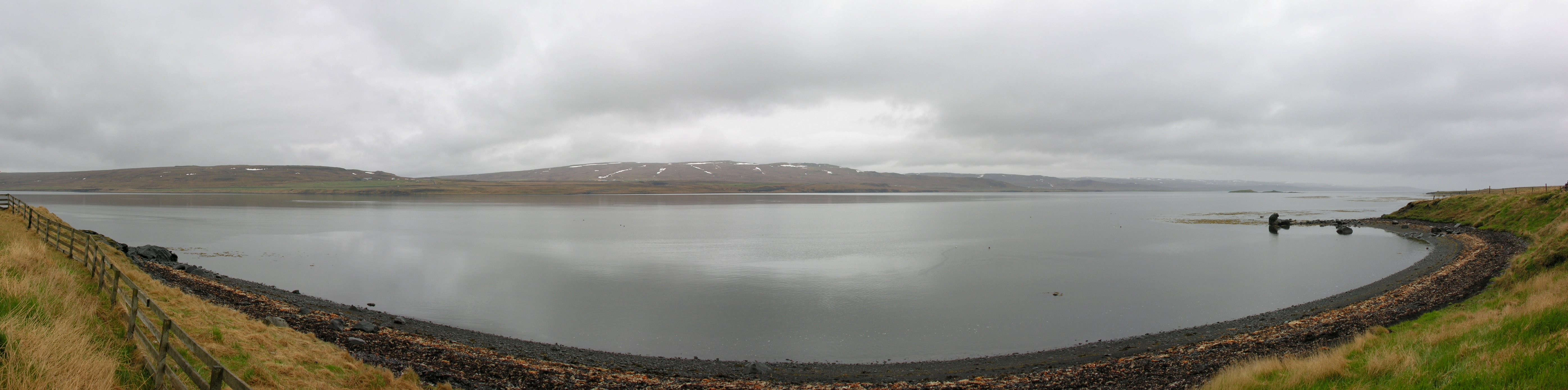
Nördlich von Reykir

Die rund um Island führende Nationalstraße 1, der Hringvegur, verläuft entlang des südöstlichen Teils des Hrútafjörður, der davon abzweigende Innstrandavegur, die Straße 68, an seinem westlichen Ufer.